# Polywell
Le polywell est un procédé de confinement du plasma qui combine des éléments du confinement inertiel électrostatique et du confinement magnétique dans le but de produire de l'énergie par fusion nucléaire. Le nom polywell est un mot-valise regroupant polyhedron (polyèdre) et potential well (puits de potentiel). 
Le polywell est composé de bobinages d'électroaimant disposés selon une configuration polyédrique, au sein de laquelle les champs magnétiques assurent le confinement d'un nuage d'électrons. Cette configuration piège les électrons au centre du dispositif, ce qui produit un potentiel électrique négatif quasi sphérique utilisé pour accélérer et confiner les ions que l'on souhaite voir fusionner. Il a été développé à partir de 1983 initialement par Robert Bussard, dans le cadre d'un contrat de recherche de la marine américaine, comme une amélioration du fuseur de Farnsworth-Hirsch. Les financements occasionnels du département de la Défense en 1987 ont été suivis de ceux de la marine en 1992. À la mort de Bussard en octobre 2007, une équipe était déjà rassemblée pour continuer son travail et le développement se poursuit actuellement sous la direction de R. Nebel avec un financement de la marine.
Le but du contrat actuel est de construire le prototype WB8, huitième prototype « Wiffle Ball », devant servir à affiner les conditions de fonctionnement avant de construire un démonstrateur de fusion WB8.1. La caractéristique générale des financements est qu'ils ont été rares, irréguliers et insuffisants pour assurer un développement régulier et rapide des prototypes.

## Source
- (en) Cet article est partiellement ou en totalité issu de l’article de Wikipédia en anglais intitulé « Polywell » (voir la liste des auteurs).